# Dødelig søvnløshed
Dødelig søvnløshed er en extrem sjælden arvelig søvnlidelse der typisk resulterer i døden efter få måneder. Hovedsymptomet er søvnløshed, men lidelsen kan også forsåge en lang række andre symptomer, såsom taleforstyrrelser, koordinationsproblemer og demens.